# 大地英豪 (1992年電影)
《大地英豪》（英語：The Last of the Mohicans）是一部1992年的美國電影，由米高·曼執導，丹尼爾·戴-路易斯主演。故事改編自詹姆士·菲尼莫·庫柏（James Fenimore Cooper）1826年出版的小說《最後的莫希根人》，而該小說則是《皮襪子故事集》（Leather-Stocking Tales）系列中的第二集。

## 剧情
18世紀（1757年）的美洲大陸，英法两国在七年戰爭为争夺美洲殖民地而不停交战。在哈德逊河以西地区的诸多土著中，有一支偉大的印第安人名為莫希干族（Mohican），但長年的殖民衝突與战争使之仅剩了老战士欽柯谷和恩卡斯父子，和他的白人养子拿鐵波（綽號鷹眼）三个人。一次，英军少校邓肯在率隊护送门罗上校之女蔻拉姐妹前往其駐守的威廉亨利堡途中，被实為法軍間諜的休伦族向导马瓜诱骗，致使一行人遭到法军民兵团的伏击。危急之中，三位莫希干族人解救了他们，并护送他们再度前往威廉亨利堡上校门罗的营區。 途中他们看到了被法军屠戮的民宅，从欽科谷之養子，外號鷹眼（hawk-eyes）的獵人口中，蔻拉也理解了她们（英國人）与土著在文化习惯上的诸多差异，并为他们对自由的维护精神而感动。
当他们来到威廉亨利堡时，却发现法军正在围攻英军。原来门罗上校早已向韦伯将军发出求援信，但法軍的猛攻使得战况告急。于是，他只能迅速再一次爱依堡的韦伯将军发信求援。
在门罗营中，蔻拉拒绝了邓肯的再次求爱，却渐渐与正直、勇猛的鷹眼产生了爱意。隨後，因鷹眼协助英军民团逃跑而被抓，门罗上校决定按军规吊死他。蔻拉十分不满，为这些土著的自由而激烈辩护。英軍民團的戰意瓦解，使得求援无望的門羅上校只能率军向法军投降。法国将领文锦将军想以和平的方式逐退英军，但與法軍聯手的马瓜却因过去的宿仇而发誓要亲手杀死门罗。于是，在英军的撤退途中，马瓜带领休伦族人再次围攻英军并親手杀死了门罗上校。情急之中，鷹眼挣脱索链救出了蔻拉姐妹俩。三个莫希干人与蔻拉姐妹和邓肯少校在被敌人追捕中躲入一山洞。最终，马瓜他们还是赶到那里。混亂中，三个莫希干人跃入水瀑而暫時失蹤，而蔻拉姐妹和邓肯落入敌人馬瓜手中。
鷹眼等来到休伦族营地，鷹眼冒死徒手入营，请求放人并揭露了马瓜的野心。但是休倫族酋长最后还是决定要烧死蔻拉，而其妹爱莉丝则被马瓜带走。关键时刻，鄧肯自求烧死以替换蔻拉。在解救爱莉絲的途中，马瓜杀死了欽科谷的亲子恩卡斯，而不屈的爱莉丝跳崖而死。追蹤而來的欽柯谷與鷹眼則與馬瓜再次交戰，最终马瓜死于為子復仇的欽科谷刀下。而老戰士欽科谷也成了最后一个莫希干人。

## 演員表
| 演員                                   | 角色                                 | 備註                                           |
| -------------------------------------- | ------------------------------------ | ---------------------------------------------- |
| 丹尼爾 · 戴-路易斯（Daniel Day-Lewis） | 那達耶 · 坡（Nathaniel Poe）         | 又稱：鷹眼（Hawk-eyes）                        |
| 麥德琳 · 史道威（Madeleine Stowe）     | 蔻拉 · 門羅（Cora Munro）            |                                                |
| 乔迪·梅（Jodhi May）                   | 愛莉絲 · 門羅（Alice Munro）         |                                                |
| 拉塞尔·敏斯                            | Chingachgook                         | 欽科古（意為大蟒蛇）                           |
| 埃里克·施威克                          | Uncas                                | 恩卡斯                                         |
| 史蒂芬·威丁顿                          | 鄧肯 · 海沃德（Maj. Duncan Heyward） | 英軍少校                                       |
| 韦斯·斯塔迪                            | Magua                                | 馬瓜                                           |
| Maurice Roëves                         | 艾德蒙 · 門羅（Col. Edmund Munro）   | 英軍上校 George Monro （British Army officer） |
| 巴提斯·謝侯                            | 路易-約瑟夫·德·蒙卡爾姆              |                                                |
| Edward Blatchford                      | Jack Winthrop                        |                                                |
| Terry Kinney                           | John Cameron                         |                                                |
| Tracey Ellis                           | Alexandra Cameron                    |                                                |
| Justin M. Rice                         | James Cameron                        |                                                |
| Dennis Banks                           | Ongewasgone                          |                                                |
| 彼得·普斯特李威                        | Capt. Beams                          |                                                |
| Colm Meaney                            | Maj. Ambrose                         |                                                |
| Mac Andrews                            | Gen. Daniel Webb                     |                                                |
| Benton Jennings                        | Scottish Officer                     |                                                |

## 制作
尽管故事发生在過去的纽约州，不过拍摄地主要選擇與情節背景較為相似的北卡羅萊納州藍嶺山脈。

## 得獎
- 1993年奧斯卡最佳音效剪輯
- 1993年英國演藝學會最佳攝影金像獎，最佳男主角及最佳服裝提名

## 另見
- 法國-印第安戰爭

## 外部連結
- 互联网电影数据库（IMDb）上《大地英豪》的资料（英文）
- AllMovie上《大地英豪》的资料（英文）
- Box Office Mojo上《大地英豪》的資料（英文）
- 劇照 （页面存档备份，存于）
- 豆瓣电影上《大地英豪》的資料 （简体中文）